# Casariche
Casariche er en by og kommune i det sydlige Spanien i provinsen Sevilla. Den har et indbyggertal på 5.307 (2024) indbyggere.